# Balada (forma poética)

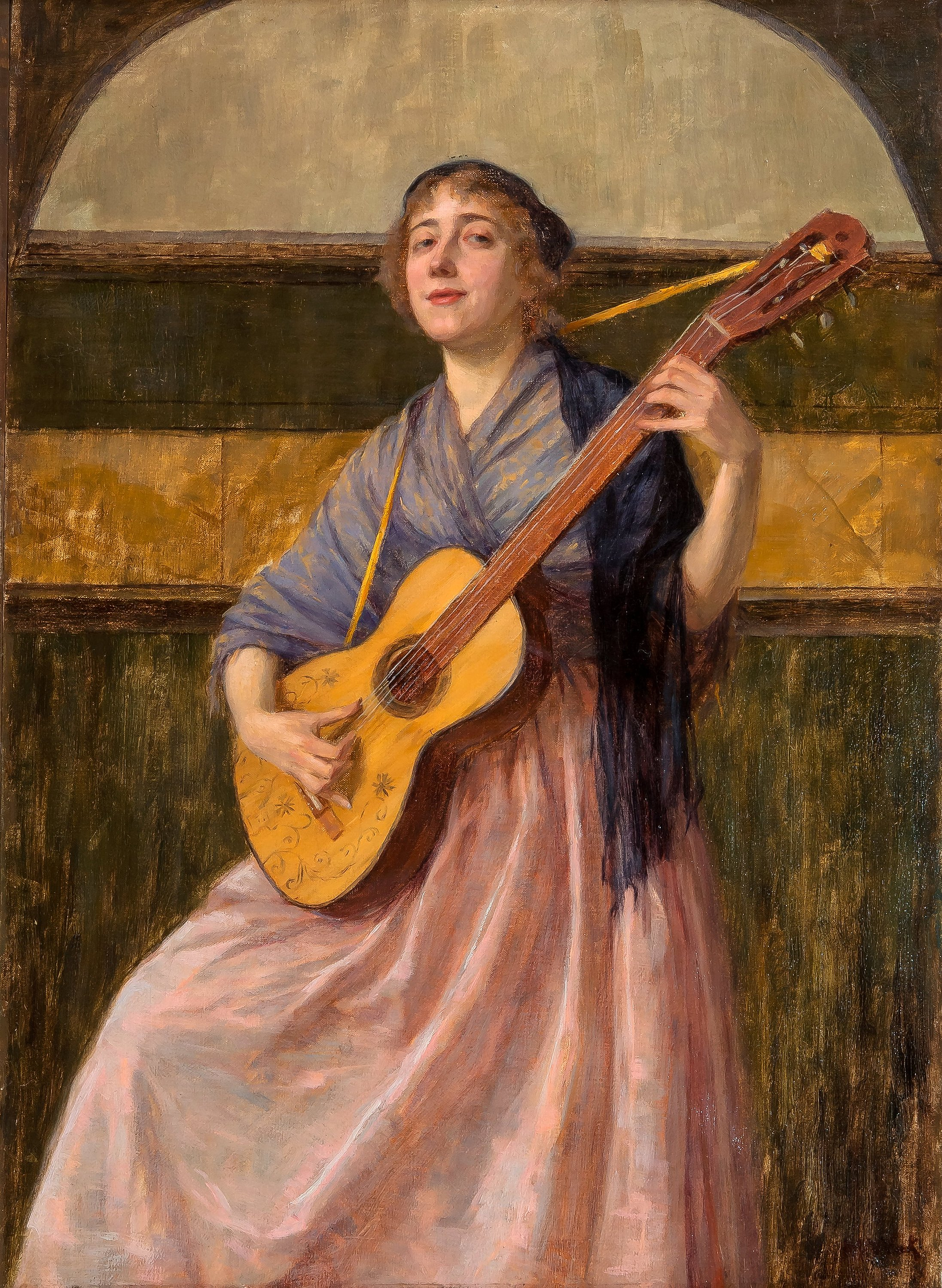
Maria Wiik, "Balada" (1898)

A balada é um gênero poético que consiste em uma narrativa em versos, geralmente acompanhada de música. Sua origem remonta à chanson balladée ou ballade, uma forma de canção de dança da França medieval. A balada foi um gênero característico da poesia e da música popular da Grã-Bretanha e da Irlanda, desde a Baixa Idade Média até o século XIX. Sua origem data por volta do ano de 1792, tendo seu predecessor homônimo na França medieval. Posteriormente, a balada se difundiu por outras regiões da Europa, bem como pela Austrália, África do Norte, América do Norte e América do Sul.

## Estrutura
Geralmente, é composta por 3 oitavas (estrofes contendo 8 versos) e uma quadra ou quarteto (estrofe de 4 versos) final ou uma quintilha (cinco versos) no lugar do quarteto. Esta última estrofe menor recebe o nome de oferenda ou ofertório (geralmente em dedicatória ou pedido). Uma balada contém, em todas as estrofes, um verso ligado ao tema que é repetido continuamente, funcionando como chave de ouro. Quanto à estrutura métrica, apresenta versos octossílabos e possui três rimas cruzadas, ou ainda, variáveis. Além disso, apresenta o que chamamos de paralelismo, ou seja, há a repetição de um mesmo conceito ou ideia ao fim de cada estrofe.
Não há apenas um tipo de balada. Há, por exemplo, a balada de forma fixa, as bailias ou bailadas trovadorescas, as cantigas de amigo, que se distinguem por serem compostas especialmente para a dança, tendo um ritmo característico e um refrão vocal. Na música, aliás, é termo encontradiço, significando melodia sem forma fixa para acompanhamento de bailado.
As baladas originalmente eram compostas para acompanhar danças, e por isso apresentavam refrões em versos alternados. Esses refrões eram entoados pelos dançarinos em sincronia com a dança. Muitas baladas eram impressas e vendidas como folhetos populares. O gênero também foi adotado por poetas e compositores a partir do século XVIII para produzir baladas líricas. No final do século XIX, o termo passou a designar uma forma lenta de canção popular de amor e é frequentemente empregado para qualquer canção de amor, especialmente a balada sentimental do pop ou do rock, embora o termo também esteja relacionado ao conceito de uma canção ou poema narrativo e estilizado, especialmente quando usado como um título para outras mídias, como um filme.[carece de fontes?]

## História
As baladas, sob aspecto narrativo, são antigos poemas medievais, cujo assunto se prende à vida cavalheiresca. São narrações versificadas de lendas populares, de pequena extensão e anônimas. Correspondem, nesse sentido, aos velhos poemas ibéricos. Modernamente, passaram a designar poemas narrativos em verso de acontecimentos romanescos ou lendários. Em relação a essas baladas de assuntos lendários ou fantásticos, podemos lembrar composições de vários poetas no âmbito da literatura universal.
Esse modelo fixo de balada vem da França, com os notáveis estilizadores poetas Froissart, Villon, Deschamps, Bainville e François Coppée. No Brasil, a balada teve grande prestígio na poesia parnasiana, que procurou reviver as formas fixas, que haviam sido abandonadas pelo romantismo.